# Fátima Ptacek
Pour les articles homonymes, voir Ptacek.
Fátima Ptacek, née le 20 août 2000 à New York, est une actrice, mannequin et militante des droits de l'Homme américaine travaillant avec la campagne #HeForShe de l'ONU. Elle est surtout connue comme étant l'actrice principale du court métrage Curfew, lauréat d'un Oscar en 2012, et de sa version long métrage de 2014, Before I Dislessly. Elle prête sa voix pour le rôle principal de "Dora" dans la série télévisée d'animation de Nickelodeon Dora l'exploratrice depuis 2012, et Dora and Friends : Au cœur de la ville depuis 2014,.

## Biographie

### Vie personnelle
Fátima Ptacek est née et réside à New York avec ses parents. Sa mère est équatorienne, son père a des racines colombiennes, tchèques, irlandaises et norvégiennes.
Elle est gymnaste,, concourant au sein du niveau 7 de la Fédération américaine de gymnastique. Elle fait également de l'équitation, et dès 2010, elle indique qu'elle espère se qualifier pour les Jeux Olympiques. En 2010, elle indique viser une bourse pour Harvard ou Yale,, et est inscrite dans une académie pour enfants intellectuellement doués,. En 2013, elle est intronisée à la National Junior Honor Society (en). Elle exprime son intérêt à passer un jour d’une carrière d’actrice à une carrière dans le droit. Son rêve d’enfant est d’être élue présidente des États-Unis, et ses remarques lui valent d'être invitée à assister en personne au débats de l'Assemblée de l'État de New York et du Sénat de l'État de New York.
En plus de parler couramment l'anglais et l'espagnol, Fátima Ptacek étudie le mandarin depuis son enfance. En 2018, elle commence à fréquenter l'Université de Stanford,.

### Carrière
En tant qu'enfant actrice, Fátima Ptacek apparaît dans plus de 70 publicités télévisées, et sur les couvertures de nombreux magazines nationaux. Elle est également l'une des rares enfants mannequins à avoir le privilège de défiler sur le podium à Bryant Park lors de la Fashion Week d'automne à New York. Découverte par Wilhelmina Models,, puis représentée par l'Abrams Artists Agency de New York au cours de sa carrière d'actrice et de mannequin, les éloges de la critique qu'elle reçoit pour son rôle dans le film oscarisé Curfew conduisent aux efforts du "Big Four" des agences artistiques (Creative Artist Agency (CAA), United Talent Agency (UTA), William Morris Endeavour (WME) et International Creative Management (en) (ICM)) pour la recruter. Elle choisit de travailler avec ICM. Fátima Ptacek est l'un des enfants mannequins les mieux payés au monde, gagnant environ 250 000 dollars par an en 2010, elle devient notamment égérie pour Ralph Lauren et travaille pour de grandes campagnes pour des créateurs haut de gamme comme Bonnie Young, Miss Sixty (en), Monna Lisa et Siviglia, et des maisons de couture comme Guess, The Gap, H&M et Benetton,.
En 2009, elle participe au film comique Mon babysitter avec Catherine Zeta-Jones. Après avoir décroché des petits rôles dans plusieurs autres films, elle joue des rôles principaux dans plusieurs longs métrages sortis en 2013 et 2014, dont A Little Game, Anything's Possible, Tio Papi,,, et Un miracle à Spanish Harlem,. Fátima Ptacek apparaît également dans des émissions de télévision telles que Saturday Night Live, A Gifted Man, Royal Pains, The Beautiful Life, Body of Proof, et également avec la Première Dame Michelle Obama dans Sesame Street,,.
En novembre 2010, la jeune actrice obtient un contrat de trois ans comme Dora dans Dora l'exploratrice. Les premiers épisodes avec sa voix sortent en janvier 2012. Elle remplace les voix précédentes de Kathleen Herles (en) et Caitlin Sanchez (en). Elle souligne qu'elle était fan du personnage avant d'être choisie, parmi 200 filles auditionnant. Ce rôle lui vaut le prix de "Meilleure jeune actrice - Télévision" aux Imagen Awards 2012,.
Fátima Ptacek joue dans le court métrage de Shawn Christensen Curfew (2012) ainsi que dans sa version longue Before I Disappear (2014). Recevant de nombreuses critiques élogieuses, la performance de l'actrice est considérée comme "une percée", "mémorable", "charmante", une "confiance étrange et mature pour quelqu'un de si jeune", et "délicieusement ennuyeux". Le film est nommé pour le "Meilleur court métrage d'action réelle" à la 85e cérémonie des Oscars. Le film gagne, en présence de l'actrice,. Elle assiste à la soirée des Oscars de Vanity Fair avec Shawn Christensen. Fátima Ptacek remporte le prix de la meilleure jeune actrice au Sapporo Short Fest de 2012,. Un long métrage sur l'histoire est annoncé, avec le retour de la jeune actrice.
Fátima Ptacek est nommée pour les Imagen Awards dans la catégorie "Meilleure actrice/actrice dans un second rôle – Long métrage", aux côtés de Elizabeth Rodriguez pour le même film. Míriam Colón (Bless Me, Ultima (en)) remporte le prix.

### Œuvres caritatives
Fátima se porte volontaire pour devenir ambassadrice pour la Elizabeth Glaser Pediatric AIDS Foundation (en),, et travaille également pour la fondation Make-A-Wish en collaboration avec la campagne Macy's Believe et l'hôpital pour enfants Morgan Stanley. Compte tenu de sa passion pour la lecture, elle travaille également avec le programme BookPALS de la fondation SAG (en), et Reading Is Fundamental (en). La Commission latino sur le sida (en) nomme l'actrice ambassadrice de la jeunesse 2013 lors de son gala de bienfaisance.

## Filmographie
| Année     | Film                                   | Rôle                                 |
| --------- | -------------------------------------- | ------------------------------------ |
| 2008      | One Last Beat                          | Petite fille                         |
| 2009      | Speed Grieving                         | Lucy                                 |
| 2009      | Sweet Flame                            | Amie d'Amber                         |
| 2010      | Mon babysitter                         | Fille du Mozambique                  |
| 2011      | Body of Proof                          | "Buried Secrets (en)" - Becky Salern |
| 2011      | Anything is Possible: The Movie        | Jessee                               |
| 2012–2019 | Dora l'exploratrice                    | Dora Marquez                         |
| 2012      | Curfew                                 | Sophia                               |
| 2013      | Tio Papi (en)                          | Angela                               |
| 2013      | Anything is Possible (en)              | Jessee                               |
| 2014      | Before I Disappear                     | Sophia                               |
| 2014      | La Reine des jeux                      | Isabella                             |
| 2014–2017 | Dora and Friends : Au cœur de la ville | Dora                                 |
| 2021      | Coast (en)                             | Abby Evans                           |

## Récompenses
| Année     | Récompense          | Catégorie                                                                      | Film     | Résultat | Rérérence |
| --------- | ------------------- | ------------------------------------------------------------------------------ | -------- | -------- | --------- |
| 2014 (en) | Young Artist Awards | Meilleure performance dans un long métrage - Jeune actrice dans un second rôle | Tio Papi | Lauréat  | [ 45 ]    |